# 西山茉希
西山 茉希（にしやま まき、1985年11月16日 - ）は、日本の女性ファッションモデル、タレント。マキちゃん、マッキー、茉希など愛称される。
新潟県長岡市出身で、芸能事務所Grickに所属する。

## 来歴
長岡市立豊田小学校、長岡市立旭岡中学校、新潟県立長岡大手高等学校家政科をそれぞれ卒業する。

### 学生時代
- 小学生当時は肥満児であったが、5年生からバレーボールを始めると[5]痩せる。中学時代は2年連続で全国大会に出場し、新潟県選抜メンバーとなる[6]。
- 高校在学中はセブンイレブンでアルバイトをした[7]。

### モデルデビュー
2004年
- 銀座で迷って駅の路線図の前で困っていた所をスカウトされて芸能デビューする。その人物には原宿までの電車の中で「君をCanCamに連れていきたい。ただし足も体も太すぎる。」と否定されまくることになった。
- 10月23日に新潟県中越地震で被災する。芸能活動開始のため東京へ転居する半月前であった。発災時はアルバイト中で当日は帰宅できなかった[8]。震災時は1週間ほど家族とともに車中で過ごした[9]。

2005年
- 5月 ファッション雑誌「CanCam」の専属モデルとなる。
- 6月 「CanCam」の表紙に初登場[10]する。後年本人が明かしたところによると「笑顔担当の小悪魔マッキー」という担当だった。上京した当時、プライベートでも「CanCam」モデルらしい服装をするよう、スタッフに百貨店に連れて行かれて服を揃えてもらっていた[11]。。

2006年
- 3月 ニベア花王「8×4 Kirei」で初めてテレビコマーシャルに出演する。
- 6月 フジテレビ総合格闘技番組『SRS』の5代目[12]レギュラーMCとなる。
- ダイキンエアコン「うるるとさらら」特製浴衣のイメージガールとエアコンイメージキャラクターを務める。
- 11月 NTT東日本フレッツ光「キラ☆キラ光大作戦」キャンペーンのイメージガール[13]を務める。

2007年
- 1月 「ハミングライフ」で映画に初主演する。
- 3月 自らがデザインしたウエディングドレスのブランド「Bon Visage（ボン・ヴィサージュ）[14]」のデビューコレクションを催す[15]。
- 5月 ウエニ貿易から腕時計「エンジェルハート」のイメージキャラクターに起用される[16]。
- 7月
  - ジェムケリーの新ブランド「CULTURA（クゥルトゥーラ）[17]」のイメージキャラクターに起用される。
  - 24日に東京国際展示場で『トランスフォーマー』の試写会に参加[18]する。
  - CanCam9月号で、初めて単独で表紙モデルを務める[10][19]。
- 10月 日本テレビ『くちコミ☆ジョニー!』で火曜レギュラーに起用される。
- 11月 『2008 西山茉希 HAPPY卓上カレンダー』を発売し、握手会を開催する

2008年
- 5月 外国為替オンライン取引サービスで、イメージキャラクターとしてコマーシャル「あなたの為って?」カフェ篇、オフィス編に出演[20]する。
- 7月 ブログ「MAKI LIFE」を書籍化した「HAPPYSMILE HAPPYLIFE」を発売して握手会を開催する。
  - AmebaGG Candy（キャンディー）創刊号の表紙モデル[21]を務める。

2009年
- 2月 ミスタードーナツ新商品「シェイキーポップ」のイメージキャラクターに起用される[22]。
- 3月 東京ガールズコレクションに出演[23]する。
- 4月 NHK教育テレビジョン「天才てれびくんMAX」に司会として出演し、番組メインテーマ「Happy★Life」を作詞する。
- 7月 公式ファンクラブMBSが突然閉鎖される。
- 8月 ダイハツ・ミラココアのCMに起用される[24]。
- 12月 CanCam専属モデルを2010年3月号で終える。

2010年
- 2月 DEEPのセカンドシングル『Echo〜優しい声〜』のプロモーションビデオに出演する。
- 3月 日本テレビ新番組『DON!』の月曜日レギュラーとなる。
- 5月 フジテレビ月9ドラマ『月の恋人〜Moon Lovers〜』でテレビドラマに初出演する。

2013年
- 4月16日に、西山は妊娠しており相手は俳優の早乙女太一である、とスポーツ新聞各紙が報じた。
- 4月17日に、6月に早乙女と結婚を予定して現在は妊娠3か月と公表した[25]。
- 6月30日に婚姻届を提出[26]する。
- 10月30日午前0時1分に第1子の女児を出産[27]する。

2015年
- 6月30日にハワイで挙式[28]する。

2016年
- 1月1日に第2子が月齢7か月と公表[29]する。
- 4月11日に第2子を出産[30]する。
- 5月10日に、現在は出産後1か月で第2子は女児であると公表し、仕事を再開[31]する。

2017年
- 6月6日に、所属事務所「オフィスエムアンドビー」と契約で争う状況が報じられた[32]。
- 9月6日に、新たにGrick株式会社へ所属すると公表した[1]。

2018年
- 6月11日に、移籍後初めてイベントに出演し、前事務所との騒動は収束したことを明かした[33]。

2019年
- 6月26日に早乙女太一と離婚[34]する。

## 人物

### 家族
- 父・母・兄・弟がいる。西山と母は親子2代でセブンイレブンでアルバイト経験があり、母はパンを製造した[7]。

### 趣味・特技
- 趣味は文を書くこと、料理、デザインなど。
- 酒が好き[35]。

### 性格
- 明るくサバサバとした性格という評判があり[36]、男っぽく、何事にも挑戦しようという積極的な一面がある。

### 特徴
- 同業の女性モデルと比べて比較的スレンダーな体型で、「28年間貧乳」とも語る[37]。

### 好きな人物
- K-1選手のバダ・ハリのファンである。
- K-1の番組に出演して「オードリー」の春日俊彰を知り、実際に戦っているところを見て感動し、もう一回リング上の春日を見たいと語る[38]。

### 好きな食べ物
- 2009年に、洋菓子と和菓子ともに菓子類は冷凍庫で凍らせてから食することが自分のこだわり[39]と語る。

## 出演

### テレビ
- SRS（2006年6月 - 2008年10月、フジテレビ） - 司会、5代目格闘ビジュアルクイーン
- K-1 GRANDPRIX（フジテレビ） - キャスター・レポーター
- 旅美人（2006年10月 - 2008年9月、フジテレビ） - 準レギュラー
- くちコミ☆ジョニー!（2007年10月 - 2008年3月、日本テレビ） - 火曜レギュラー
- アンタッチャブルのマキマキでやってみよう!!（2008年4月11日 - 2009年9月11日、朝日放送テレビ） - レギュラー
- 天才てれびくんMAX（2009年3月30日 - 2010年3月25日、NHK教育テレビ） - 8代目司会[40]
- ベストヒット歌謡祭（2009年11月26日 - 2012年11月22日・2015年11月19日・2016年11月17日、読売テレビ） - 司会、年1回
- TOKYO REAL GIRL〜トップモデルの素顔〜「西山茉希」（2010年3月3日、NHK BS2）
- DON!（2010年3月29日 - 2011年3月21日、日本テレビ） - 月曜レギュラー
- トレンドハンティング（2012年10月 - 2013年3月、関西テレビ）
- エンダン[41]（2012年4月4日 - 2013年9月18日[42]、NOTTV） - 水曜MC
- 土曜スペシャル まきまきまきの“薪、もらえませんか?”ふれあいキャンプ旅（2023年8月19日、テレビ東京） - 水野真紀、福田麻貴と共に出演[43]

### ドラマ
- 月の恋人〜Moon Lovers〜（2010年5月 - 7月、フジテレビ） - エルカ 役
- ほんとにあった怖い話 夏の特別編2010「死に神が来る夜」（2010年8月24日、フジテレビ） - 脇坂朋奈 役
- 検事・鬼島平八郎（2010年10月 - 12月、朝日放送テレビ・テレビ朝日） - 土方小百合 役
- リバウンド（2011年4月 - 6月、日本テレビ） - 内藤有希 役
- 蜜の味〜A Taste Of Honey〜（2011年10月 - 12月、フジテレビ） - 白井かな 役
- らんま1/2（2011年12月9日、日本テレビ） - 天道なびき 役
- VISION-殺しが見える女- 第7話（2012年8月23日、読売テレビ・日本テレビ） - マキ 役(友情出演)

### ラジオ
- 地震だけじゃない!自然災害の恐ろしさ（2010年9月1日、文化放送）
- 文化放送サウンドファクトリー 西山茉希 TOKYO SKY POP（2012年ナイターオフ期、文化放送）

### 映画
- 7月24日通りのクリスマス（2006年11月、東宝）市井菜月 役
- ハミングライフ（2007年1月、フロンティアワークス）桜木藍 役
- ドルフィンブルー フジ、もういちど宙へ（2007年7月、松竹）青山陽子 役
- オオカミくんはピアニスト（2007年10月、ヘキサゴン・ピクチャーズ）リスさん 役 ※声の出演

### 舞台
- 謎解きはディナーのあとで （2012年8月31日 - 9月9日） - 宝生麗子役

### CM
- ニベア花王（2006年 - 2008年）
- ソニー・ミュージックコンピレーションCD『クリスマス・ストーリー』（2006年）
- NTT東日本のフレッツ光「キラ☆キラ光大作戦」のイメージガール（2006年）
- NTTドコモ東海 デコメール「カンタン入力」編・「容量たっぷり」篇（2006年）
- 東日本旅客鉄道（JR東日本） ちばデスティネーションキャンペーン「春へ近道」編（2007年）
- ダイキン工業 うるるとさらら（2007年）- ダイキンエアコンイメージキャラクター
- オリックス自動車 いまのりくん2年コース（2007年）
- 大喜 朝摘みローズ天然水（2007年）
- ウエニ貿易（2007年 - 2010年） - Angel Heart イメージキャラクター
- ジェムケリーCUR+URA
- 外為オンライン（2008年）
- ミスタードーナツ（2009年3月）
- ダイハツ工業 ミラココア「オシャレカップル篇」「ブティックデート篇」（2009年8月 - 2012年 - ）ウエンツ瑛士と共演
- 日本マクドナルド・NTTドコモ「マックでiDかざしトクキャンペーン」（2009年9月）
- 日本民間放送連盟 地球温暖化問題啓発スポット「猛暑・女優」編（2011年度）
- 日本ケンタッキーフライドチキン 「ツイスター『マキマキ』篇」（2012年5月）
- チヨダ「セダークレストランニング」（2013年）

### WEB
- girlswalker
- fashionwalker

### 雑誌
- CanCam（小学館）
- GINGER（幻冬舎）
- ニッセン、イマージュ等の服飾通販カタログに表紙モデルとして多数出演

## 書籍
- ハッピースマイル ハッピーライフ（2008年7月、アメーバブックス新社）ISBN 978-4344991156

### 写真集
- 西山茉希ファースト写真集（2008年11月26日、ground、撮影：TakeoDec.）ISBN 978-4930774125
- Femme（2009年11月16日、竹書房）ISBN 978-4812440506